# Mont Néry
Le mont Néry est un sommet des Alpes pennines, situé entre le val d'Ayas et la vallée du Lys, dans la basse Vallée d'Aoste.

## Toponyme
Ce sommet présente plusieurs toponymes :
- Mont Néry, le plus largement attesté ;
- Neryschthuare, en Töitschu ;
- Pic de Marie ou Marienhorn à Gaby et à Gressoney-Saint-Jean ;
- Pointe Isamsée à Challand ;
- Becca Frudière ou Freudire en patois brussonin[2].

## Ascension
Le départ de la voie normale se situe à Challand-Saint-Victor, dans le bas val d'Ayas. Le parcours remonte le vallon de Chasten et conduit au sommet par l'arête occidentale.